# 1991 en Inde
Chronologie de l'Inde
- 1987
- 1988
- 1989
- 1990
- 1991
- 1992
- 1993
- 1994
- 1995

Cette page concerne les évènements survenus en 1991 en Inde :

## Évènement
- Crise économique (en)
- Recensement de l'Inde (en)
- Prorogation du Terrorist and Disruptive Activities (Prevention) Act de 1985 (loi visant à réprimer le terrorisme au Pendjab.
- 21 janvier : Entrée en vigueur de l'accord de non-agression nucléaire (en) entre l'Inde et le Pakistan (signé en 1988).
- 23 février : Incident de Kunan Poshpora (en), viol collectif présumé.
- 20 mars : Émeute de Bhadrak (en)
- 20 mai-15 juin : Élections législatives
- 21 mai : Assassinat de Rajiv Gandhi
- 6 août : Massacre de Tsundur (en)
- 10 août : Affaire Ameena (en), vente d'une fillette de 10 ans à une personne d'Arabie saoudite.
- 16 août : Accident du vol 257 d'Indian Airlines (en) à Imphāl (bilan : 69 morts.
- 29 août : Lancement du satellite IRS-1B (en).
- octobre : Début de l'arnaque à l'importation d'huile de palme (en)
- 20 octobre : Séisme d'Uttarkashi (en)
- 16 novembre : Fusillade du complexe de Lokhandwala (en)
- 12-13 décembre : Violences anti-tamoules au Karnataka (en)

## Cinéma
- 36e cérémonie des Filmfare Awards
- 38e cérémonie des National Film Awards (en)

- Sortie de film :
  - Bhavantarana
  - Haque
  - Kasba
  - Lamhe
  - Le Visiteur
  - Narasimha
  - Prem Qaidi
  - Saudagar

## Littérature
- La Nuit aux étoiles, roman de Shobhaa De.
- The Inscrutable Americans (en), roman d'Anurag Mathur (en).

## Sport
- Huitièmes et quarts de finale du championnat du monde d'échecs 1993